# Simeon Bavier

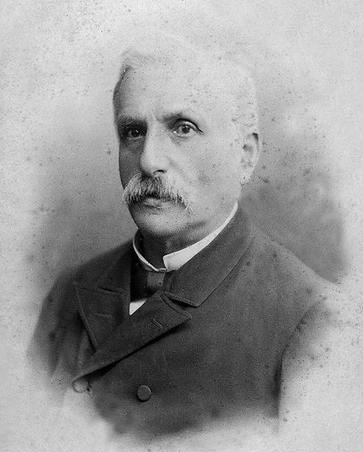
(1890)

Simeon Bavier (* 16. September 1825 in Chur; † 27. Januar 1896 in Basel, heimatberechtigt in Chur) war ein Schweizer Tiefbauingenieur, Diplomat und Politiker. Beruflich widmete er sich der Planung und dem Bau von Strassen und Bahnlinien. 1863 wurde er in den Nationalrat gewählt, dem er 15 Jahre lang angehörte. Er tat sich als Experte in Eisenbahnangelegenheiten hervor und setzte sich ohne Erfolg für einen Alpentunnel unter dem Splügenpass ein. Als Vertreter des liberalen Zentrums (heutige FDP) und erster Bündner wurde er 1879 in den Bundesrat gewählt, dem er bis 1882 angehörte. Anschliessend war er zwölf Jahre lang als Schweizer Gesandter in Italien tätig.

## Biografie

### Studium und Beruf
Bavier entstammte einer einflussreichen Churer Bankier- und Kaufmannsfamilie, die in der Speditionsbranche eine führende Rolle innehatte. Er war das älteste von neun Geschwistern. Sein Vater Johann Baptista Bavier war auf kantonaler und nationaler Ebene als Politiker tätig sowie ein Cousin von Bundesrat Wilhelm Matthias Naeff. Seine Mutter Katharina Roffler aus Fideris war Tochter des Landammanns des Zehngerichtenbunds, Valentin Roffler. Ab 1837 besuchte Bavier das Erziehungsinstitut bei Stetten im Remstal. Danach liess er sich am Karlsruher Polytechnikum und am Stuttgarter Polytechnikum zum Tiefbauingenieur ausbilden.
Nach seiner Rückkehr nach Chur im Jahr 1844 war Bavier massgeblich am Bau von Strassen durch die Surselva und über den Berninapass beteiligt. 1850 heiratete er Barbara von Salis-Seewis (1829–1916) aus dem bedeutenden Adelsgeschlecht von Salis, mit der er fünf Kinder hatte. 1852 liess er sich in Fideris nieder und beschäftigte sich fortan hauptsächlich mit der Planung und dem Bau von Eisenbahnlinien im In- und Ausland, beispielsweise die Strecken von Rapperswil nach Chur sowie von Rorschach nach Sargans. Nicht zur Ausführung gelangten von ihm erarbeitete Projekte im Oberengadin, in Italien und in Frankreich. Als das familieneigene Bankinstitut 1866 im Zusammenhang mit dem Eisenbahnbau zusammenbrach, befand er sich vorübergehend in ernsthaften finanziellen Schwierigkeiten.

### Kantons- und Bundespolitik

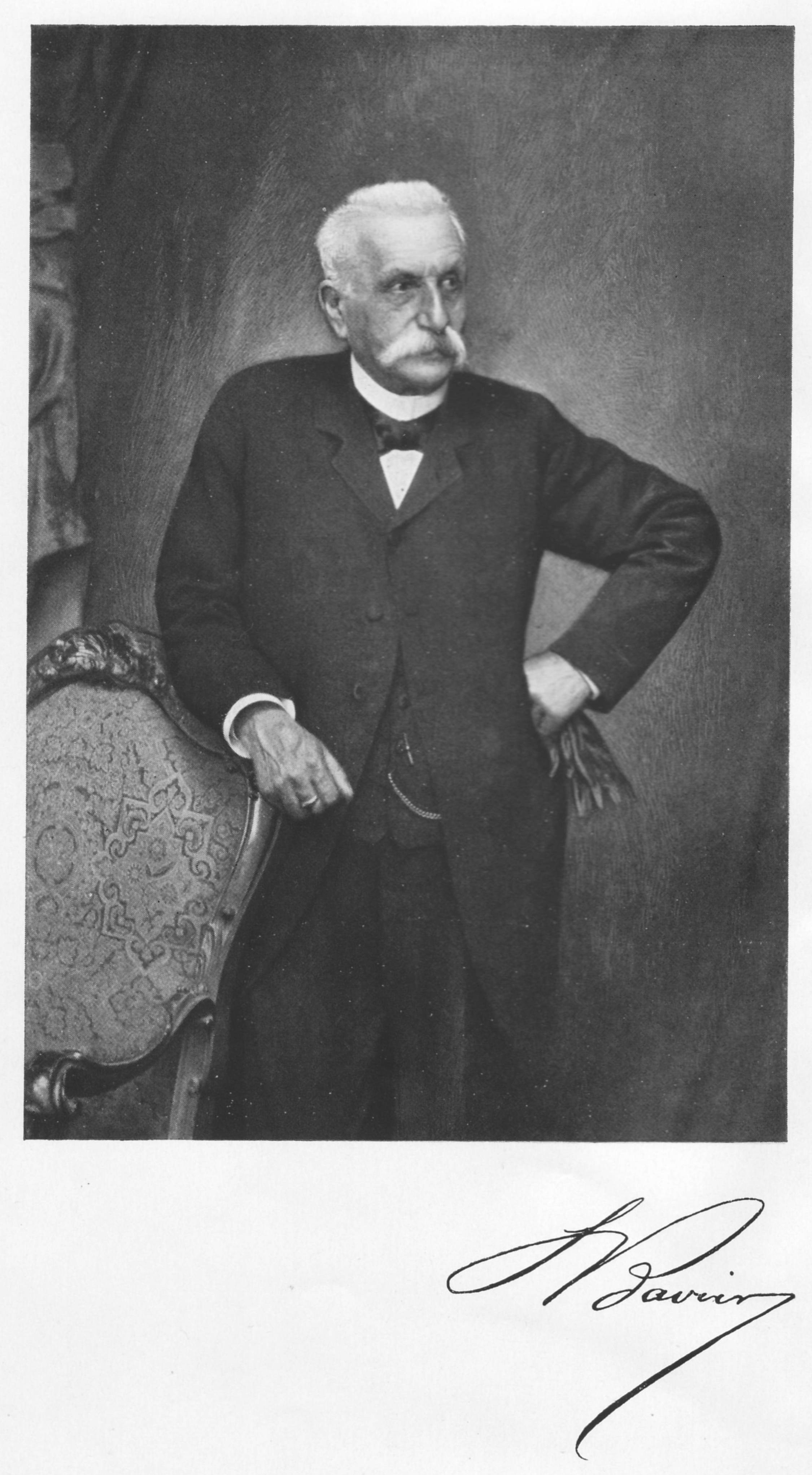
Autogrammkarte

In den Jahren 1853 und 1854 war Bavier Landammann des Kreises Jenaz und vertrat diesen auch im Grossen Rat des Kantons Graubünden. Bei den Parlamentswahlen 1863 kandidierte er im Wahlkreis Graubünden-Nord und wurde in den Nationalrat gewählt, dem er die folgenden 15 Jahre angehörte. Bavier gehörte dem liberalen Zentrum an, vertrat aber in zahlreichen wichtigen Fragen eine abweichende oder gar entgegengesetzte Meinung. Beispielsweise lehnte er 1864 den französisch-schweizerischen Handelsvertrag ab und sprach sich zehn Jahre später gegen die Totalrevision der Bundesverfassung aus.
Als Fachmann in Eisenbahnfragen genoss Bavier hohes Ansehen. In der Frage einer alpenquerenden Eisenbahn setzte er sich vehement für den Bau einer Linie durch die Ostalpen ein, zuerst für eine Strecke am Lukmanierpass, später am Splügenpass. Für letztere Variante stellte er 1870 und 1871 eigene Projekte vor. Allmählich gewann jedoch das von «Eisenbahnkönig» Alfred Escher bevorzugte Gotthardbahn-Projekt die Oberhand. Bavier fand sich mit der Niederlage in dieser Sache ab und stellte seine Fachkenntnisse als ständiger Experte des Bundesgerichts zur Verfügung. Ebenso trat er bei Streitigkeiten zwischen Bahngesellschaften als Schiedsrichter auf. 1878 stand die Nachsubventionierung der Gotthardbahn zur Debatte. Er lehnte diese zunächst ab, änderte dann aber seine Meinung und stimmte einem Kompromiss zu, mit dem auch Subventionen für Bahnprojekte in der Ostschweiz in Aussicht gestellt wurden.

### Bundesrat
Diese Kompromissbereitschaft war ein entscheidender Faktor bei der Wahl Baviers zum Bundesrat am 10. Dezember 1878. Die Bundesversammlung wählte ihn im ersten Wahlgang mit 108 von 172 gültigen Stimmen zum Nachfolger von Joachim Heer; 53 Stimmen entfielen auf Louis de Weck-Reynold, 11 Stimmen auf weitere Personen. Bavier, der erste Bündner in der Landesregierung, stand in seinem ersten Amtsjahr 1879 dem Finanz- und Zolldepartement vor. Das wichtigste Geschäft war die Emission einer Schweizer Staatsanleihe im Wert von 36 Millionen Franken.
1880 und 1881 stand Bavier dem Post- und Eisenbahndepartement vor und konnte so seine Fachkenntnisse einbringen. Er bemühte sich insbesondere um ein übersichtlicheres Tarifwesen und um eine verstärkte Oberaufsicht von 24 Eisenbahngesellschaften durch den Bund. 1881 leitete er in Bern den Kongress für internationales Eisenbahnrecht. 1882 amtierte Bavier als Bundespräsident; wie damals üblich übernahm er das Politische Departement und war somit gleichzeitig Aussenminister. Im Mai 1882 nahm er die offizielle Eröffnung des Gotthardtunnels vor, in Anwesenheit von Politprominenz aus Deutschland, Italien und der Schweiz. Das Präsidialjahr wurde durch die schwere Erkrankung und den Tod seines Sohnes Baptista Bavier-Rittmeyer (1855–1882) überschattet. Bavier war häufig gesundheitlich angeschlagen, weshalb er auf Ende 1882 seinen Rücktritt bekanntgab.

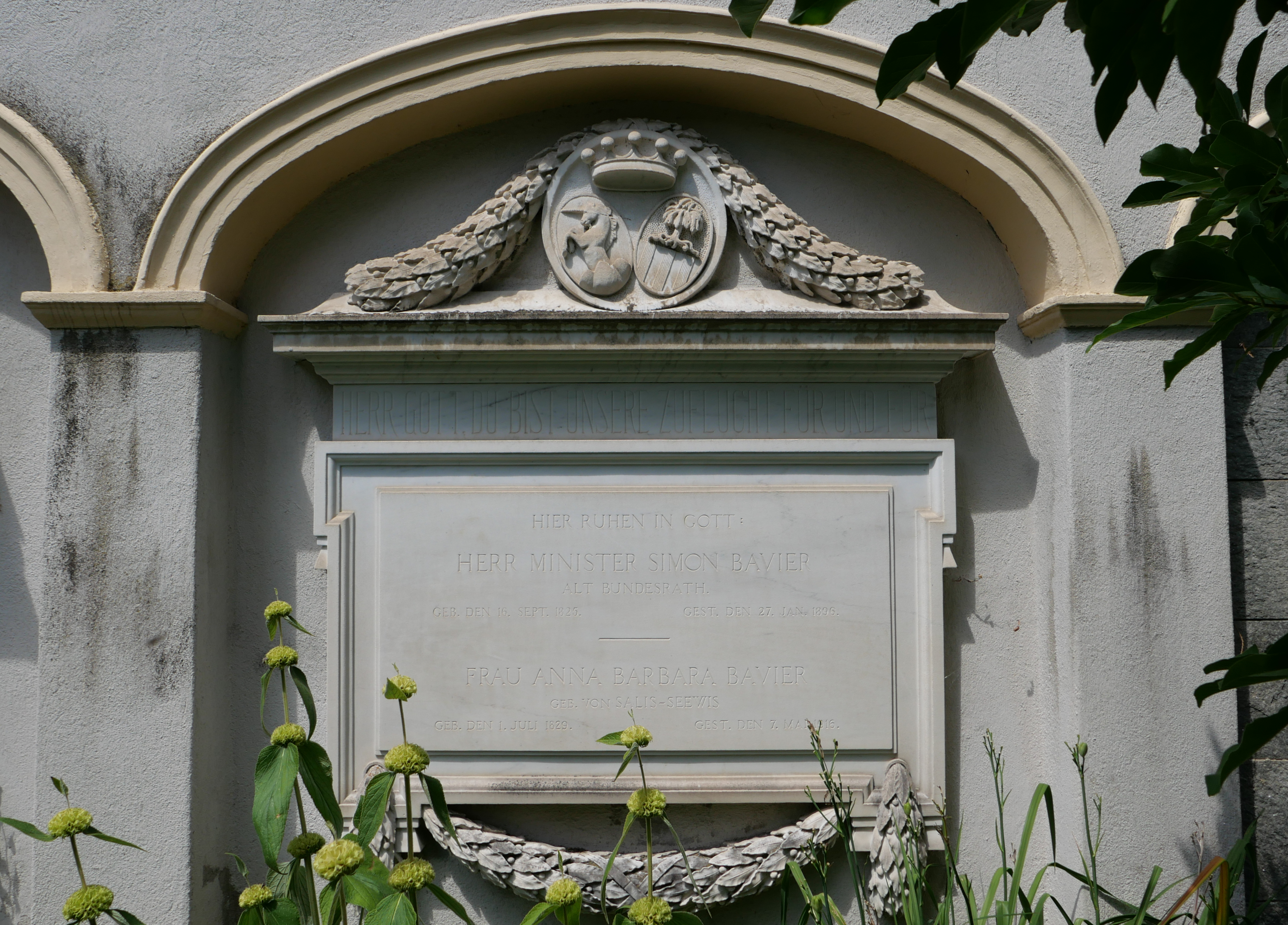
Das Grab von Bavier und seiner Frau.

### Diplomat
Am 3. November 1882 verstarb Giovanni Battista Pioda, der Gesandte der Schweiz in Italien. Daraufhin wurde Bavier vom Bundesrat zu dessen Nachfolger ernannt. Er trat sein neues Amt am 5. Januar 1883 an und reiste sogleich nach Rom, um Vorverhandlungen über neue Handelsverträge aufzunehmen. Nach zwölf Amtsjahren reichte er 1894 ein Entlassungsgesuch ein, da er ein Gehörleiden hatte, doch wurde diesem erst im Sommer 1895 entsprochen. Er lebte danach mit seiner Frau in ihrem Familienhaus in Malans. 1896 verstarb er während eines Aufenthalts bei einer seiner Töchter in Basel. Er ist auf dem Friedhof Daleu in Chur begraben.
Fritz Stehlin wie auch der Politiker und Militär Theophil Sprecher von Bernegg waren seine Schwiegersöhne.